# Kněžmost (železniční zastávka)
Kněžmost je nákladiště a zastávka asi dva kilometry jižně obce Kněžmost v okrese Mladá Boleslav ve Středočeském kraji poblíž říčky Kněžmostka. Leží na neelektrizované jednokolejné železniční trati Bakov nad Jizerou – Kopidlno.

## Historie
Někdejší stanice byla otevřena 28. srpna 1883 na trati vlastněné soukromou společností České obchodní dráhy (BCB) z Bakova nad Jizerou, kudy od roku 1865 procházela trať společnosti Turnovsko-kralupsko-pražská dráha (TKPE) ze směru z Kralupy nad Vltavou do Turnova, do Kopidlna, kudy procházela trať v majetku BCB mezi Nymburkem a Jičínem.
26. listopadu 1905 byla otevřena trať společnosti Místní dráha Sudoměř - Skalsko - Stará Paka v úseku ze Sudoměře a Skalska přes Mladou Boleslav a nedaleký Dolní Bousov do Sobotky. 1. června 1906 byla trať dovedena až do Staré Paky.
Po zestátnění BCB v roce 1908 pak obsluhovala stanici jedna společnost, Císařsko-královské státní dráhy (kkStB), po roce 1918 pak správu přebraly Československé státní dráhy. Provoz v úseku z Dolního Bousova do Kopidlna je od roku 2010 bez pravidelné osobní dopravy, v letech 2010–2020 jezdily na úseku Bakov nad Jizerou – Dolní Bousov vlaky v prcovní dny, roku 2021 v sobotu a neděli v letní sezóně. Od roku 2022 byla zastavena doprava i na zbývajícím úseku trati (přes Kněžmost), v letní sezóně na trati jezdí historický vlak v rámci akce  S lokálkou kolem Humprechtu.

## Popis
Nachází se zde jedno vnější úrovňové nástupiště.